# 今泉定助
今泉 定助（いまいずみ さだすけ、文久3年2月9日〈1863年3月27日〉 - 昭和19年〈1944年〉9月11日）は、日本の神道家、思想家、国文学者。宮城県白石市出身。
神宮奉斎会会長。日本大学皇道学院院長。東洋文化研究所講師。前名は定介（さだすけ）、号は竹の屋主人。

## 経歴
- 文久3年（1863年）2月 仙台藩家老片倉家・家中今泉伝吉の三男。現在の宮城県白石市・白石城下桜小路の武家屋敷で誕生。
- 明治7年（1874年） 白石神明社・佐藤広見の長女スミヨとの養子縁組により、佐藤定介となる。（明治16年（1883年）頃結婚、明治17年（1884年）長女せん誕生、明治18年（1885年）次女なか誕生、明治23年（1890年）離縁）
- 明治15年（1882年）9月 東京大学文学部古典講習科入学、明治19年（1886年）卒業[2]。
- 明治20年（1887年）4月 東京府中学校（現・都立日比谷高校）教員。
- 明治23年（1890年）11月 國學院（現・國學院大學）講師。
- 明治24年（1891年）9月 東京府尋常中学校（現・日比谷高）兼補充中学校（現・都立戸山高校）教諭から、尋常中学との連絡がなくなった補充中学改め共立中学校（現・戸山高）の校長に就任。生徒が集まらなくなった共立中学に、東大古典講習科同窓の深井鑑一郎を教諭に招く。明治27年（1894年）に共立中学校改め城北中学校校長など歴任。
- 明治38年（1905年）6月 国書刊行会の設立を発案し市島謙吉に提案、発足。
- 明治38年（1905年）9月 神宮奉斎会・宮城本部監督、明治41年（1908年）宮城本部長。
- 大正7年（1918年）3月 皇典講究所理事。
- 大正10年（1921年）5月 神宮奉斎会会長。
- 昭和13年（1938年）2月 大日本運動常任顧問。
- 昭和13年（1938年）4月 日本大学皇道学院開校、学院長就任。
- 昭和15年（1940年）8月 財団法人皇道社創立、総裁就任。
- 昭和19年（1944年）9月11日 帰幽。墓所は青山霊園。

## 思想
東京大学古典講習科入学以来、明治時代は純粋な国文学者としての道を歩む。初代司法大臣山田顕義にかわいがられ、将来を嘱望され、皇典講究所の講師を依頼された。大正の初期に川面凡児の実践的神道論に影響を受けてより、本居宣長以来の国文学的神道論に加え、実践に基づく信仰的な神道論を加えて「皇道」と呼び、それを国民の指針として普及する活動に尽力する。
福岡筥崎宮社家出身の葦津耕次郎を通じて政府要人などに人脈を広げ、大正から昭和にかけての社会不安の中で、いかに日本を皇道精神に基づいて国家の再建をするのか、政治家・軍人・財界人に教えを広めた。「憂国慨世の神道思想家」と呼ばれた所以である。歴代首相のほとんどが教えを受けるほどの、影響力を持っていた。
国体研究の権威として昭和12年（1937年）、特別議会開会中衆議院議員議員有志間に（今泉定助）先生の国体に関する御講演を拝聴するの議起こり、広く政界、財界、軍部方面の篤志者を交え、毎日午前七時東京市麹町区富士見町神宮奉斎会本院に参集、6日間約十時間にわたり講演が行われた。
しかし戦時中は、政府の海外神社政策や軍の政策などを手厳しく批判したため、著書の発禁処分を受けたりした。政府や軍に対しては「真正なる国体的道義に立つべき」であることを勧告し続けた。日本大学内に皇道学院を設けて社会教育を続け、日大総長の山岡萬之助やのちの日大会頭の古田重二良などが熱心に講義を聴講した（のちに日本大学内に今泉研究所が設けられた）。昭和19年（1944年）9月没。「世界皇化」の四字が絶筆となった。

## 栄典
- 1940年（昭和15年）8月15日 - 紀元二千六百年祝典記念章[6]

## 著書
- 『皇道論叢』
- 『教育勅語衍義』
- 『大嘗祭の精神』
- 『国体原理』
- 『国体講話』
- 『大祓講義』

ほか100冊以上。
- 雑誌『皇道発揚』の刊行。

### 編著書
- 『平家物語講義』
- 『伊勢物語講義』
- 『土佐日記講義』
- 『新井白石全集』
- 『故実叢書』全41巻 - 有職故実に関する典籍・図版の集大成。168冊と絵図12帖，1899年―1906年刊行。[7]
- 『百家説林』全10巻

ほか